# Буринська угода
Буринська угода, Буринський трактат (рос. Буринский договор, Буринский трактат) — прелімінарна угода між Російською імперією та Цінською імперією, про територіальне розмежування російсько-китайського кордону на ділянці від перевалу Шабіл Дабат до річки Аргунь. 
Сава Рагузинський в Пекіні з листопада 1726 року до квітня 1727 року вів перемовини з представниками Цінською імперією. Під час перемовин були узгоджені статті про політичні та торговельні відносини Росії та Китаю. Проте виникли розбіжності з прикордонних питань, тому було вирішено подальші перемовини перенести на кордон. Місцем зустрічі було обрано річку Бура, притоку річки Аргунь (Хайлар).
Перемовини на річці Бура, тривали з червня по серпень 1727 року. Підписання Буринської угоди відбулось 20 серпня 1727 року. Угоду підписали російський посол Сава Рагузинський т уповноважений уряду Цінської імперії.
Буринською угодою закріплено кордони, які було прописано в Нерчинській угоді 1689 року. Пізніше ці кордони були закріплені Кяхтинською угодою 1727 року на підставі умов, вироблених під час перемовин по обговоренню Буринської угоди.